# Anatolij Lunatjarskij
Anatolij Vasiljevitj Lunatjarskij (ryska: Анато́лий Васи́льевич Лунача́рский), född 23 november 1875 i Poltava, död 28 december 1933 i Menton, Frankrike, var en sovjetisk politiker och författare.

## Biografi
Lunartjarskij var från sitt 17:e år aktiv i det ryska socialdemokratiska partiet och anslöt sig 1904 till dess bolsjevikfraktion. Då han 1909 försökte utvecklade den marxistiska läran från den idealistiska filosofins ståndpunkt och samtidigt tillsammans med Maksim Gorkij och andra försökte grunda en ateistisk religion, vars innersta väsen skulle vara "dyrkan av mänsklighetens högsta egenskaper", angreps han av Lenin och isolerades från bolsjevikpartiet. År 1917 anslöt han sig definitivt till bolsjevikpartiet och blev folkkommissarie för undervisningsväsendet Narkompros.
Som folkkommissarie för undervisningsväsendet 1917–1929 försökte Lunatjarskij att bygga broar mellan marxismen och den övriga forskarvärlden och till kulturpersonligheter från tiden före oktoberrevolutionen.
Lunatjarskij grundade och ledde Proletkult tillsammans med, bland andra, läkaren och filosofen Aleksandr Bogdanov från dess bildande 1917 tills organisationen upplöstes 1920.
Han skrev en mängd artiklar om litteratur, teater, musik, måleri och liknande samt en rad teaterpjäser. Bland hans verk kan nämnas Faust och staden (1918), Oliver Cromwell (1920) och Foma Kampanella (1922). Efter andra världskrigets slut 1945 uppfördes Lunatjarskijs pjäs Den befriade Don Quijote (1925) på Volkstheater i centrala Wien.
År 1933 blev han utnämnd till ambassadör i Spanien, men avled på väg till Madrid. Samma år brände nazisterna Anatolij Lunatjarskijs kulturpolitiska skrift om arbetarklassens kulturuppgifter, tillsammans med den tyska utgåvan av hans pjäs Der befreite Don Quichote under de landsomfattande bokbålen i Nazityskland.

## Utmärkelser
Asteroiden 2446 Lunacharsky är uppkallad efter honom.